# لا مورا
لا مورا هي كومونا (بلدية) في مقاطعة كونية في منطقة بيمنتة الإيطالية، وهي تقع على بعد حوالي 50 كيلومتر جنوب شرق تورينو وحوالي 40 كيلومتر شمال شرق كونية، واعتبارًا من 31 ديسمبر 2004، كان عدد سكانها 2668 نسمة ومساحتها 24.3 كيلومتر مربع (9.4 ميل2).
وتعد بلدية لا مورا تحتوي على فراتسيوني (التقسيمات الفرعية والقرى والنجوع بشكل رئيسي) أنونزياتا وسانتا ماريا وايضاً ريفالتا وبري.
تقع لا مورا على حدود البلديات التالية: البا وبارولو وبرا وكاستيجليوني فاليتو وشيراسكو ونارزول ورودي وفردونو.

## تاريخ
ونشأت لا مورا باسم مورا وتعني بالاتينية «سياج الأغنام» وهي قرية بنيت في العصر الروماني بالقرب من بلدة ألبا بومبيا، وفي عام 1631 أصبحت ملكية من آل سافوي.
ولطالما كانت منطقة زراعة النبيذ الرئيسية وكان من غير القانوني في لا مورا قطع كرمة نيبيولو ووتتراوح عقوبات هذه الجريمة بين الغرامة وبتر اليد والشنق.

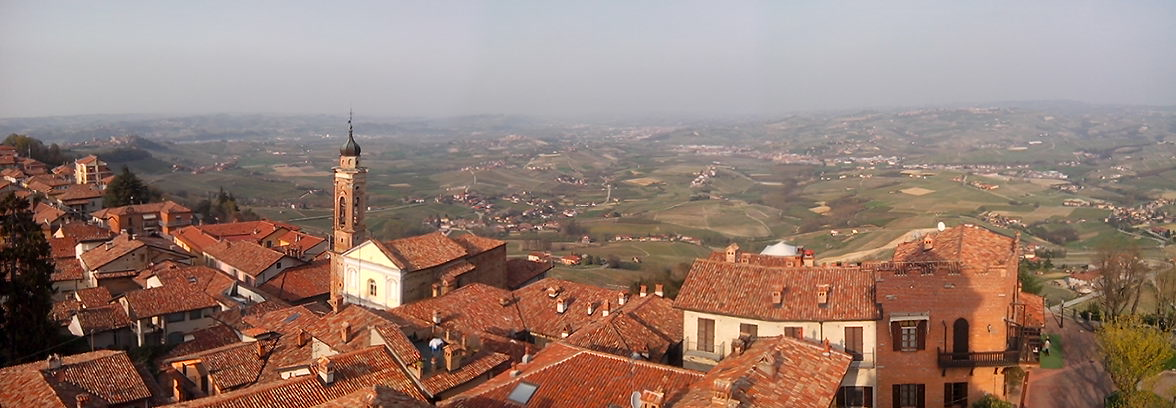
إطلالة بانورامية على La Morra من برج الجرس

## روابط خارجية
- مكتب لا مورا للسياحة